# Санта-Елена (Беліз)
Санта-Елена (англ. Santa Elena) — поселення на півночі Белізу, в окрузі Коросаль, північніше його адміністративного центру і є пропускним пунктом на прикордонні Белізу та Мексики.

## Розташування
Санта-Елена знаходиться неподалік узбережжя Карибського моря, зокрема його затоки Четумаль. На південній околці поселення знаходиться велике прісноводне озеро Чотири милі (Four Mile Lagoon). Місцевість навколо Санта Елени рівнинна, помережена невеличкими річками та болотяними озерцями, а саме поселення знаходиться на березі найбільшої водної артерії краю — Ріо-Ондо (Río Hondo), яка служить природним кордоном між Мексикою та Белізом.

## Населення
Це молоде поселення, спершу було як пропускний прикордонний пункт, алез 2000 років починає розростатися як поселення. Населення за даними на 2010 рік становить 350 осіб. З етнічної точки зору, населення — це суміш гарифуна та майя.
| Рік       | 2010 |
| --------- | ---- |
| Населення | 350  |

## Клімат
Санта-Елена знаходиться у зоні тропічного мусонного клімату. Середньорічна температура становить +24 °C. Найспекотніший місяць квітень, коли середня температура становить +26 °C. Найхолодніший місяць січень, з середньою температурою +21 °С. Середньорічна кількість опадів становить 3261 міліметрів. Найбільше опадів випадає у жовтні, в середньому 404 мм опадів, самий сухий квітень, з 46 мм опадів.